# 西格蒙德·哈林格
西格蒙德·哈林格（德語：Sigmund Haringer，1908年12月9日—1975年2月23日），德国男子足球运动员，场上位置是后卫，1931年加入国家队。他曾代表德国国家队参加1934年国际足联世界杯，结果获得季军。